# Samuel Ipoua
Samuel Ipoua Hamben (ur. 1 marca 1973 w Douali) – kameruński piłkarz, występował na pozycji napastnika.  posiada również obywatelstwo francuskie. Jest bratem Guya Ipouy, który również był piłkarzem. Wzrost: 183 cm, waga: 81 kg.

## Życiorys
Swoją karierę rozpoczynał w OGC Nice. W 1992 roku zadebiutował w nim w Ligue 1. W sezonie 1996/1997 został zawodnikiem Torino Calcio. Rozegrał zaledwie 9 meczów i jeszcze w przerwie zimowej odszedł do austriackiego Rapidu Wiedeń. W Rapidzie grał przez półtora roku. Ipoua w 18 meczach strzelił 6 bramek, a także wziął udział w meczach Pucharu UEFA i zwrócił na siebie uwagę menedżerów z Ligue 1. Przeszedł do Toulouse FC, gdzie pozostał przez dwa lata.
W sezonie 2000/2001 przeniósł się do niemieckiego 1. FSV Mainz 05. Zadebiutował tam podczas zremisowanego 0:0 meczu ze Stuttgarter Kickers, natomiast pierwszego i jedynego gola w barwach klubu z Moguncji zdobył w meczu z FC St. Pauli, wyrównując wynik na 1:1 w 77 minucie (na boisko wszedł w przerwie). W sezonie 2001/2002 dość nieoczekiwanie znalazł zatrudnienie w klubie z Bundesligi, TSV 1860 Monachium. Debiutanckie 56 minut zaliczył podczas spotkania z 1. FC Kaiserslautern, przegranego 0:4. Gola na tym poziomie rozgrywek nie zdobył i ponownie wrócił do 2. Bundesligi. Trafił do LR Ahlen. W ciągu dwóch sezonów w tym klubie, wziął udział w 9 meczach, 2 razy trafiając do siatki rywala.
W roku 2004 wyjechał do Belgii, do Sint-Truidense VV, gdzie strzelił 3 bramki w 22 meczach. Później grał jeszcze w klubie z Luksemburga, FC Wiltz 71 a po sezonie zakończył karierę.
Wziął udział w Mistrzostwach Świata 1998, na których rozegrał z reprezentacją Kamerunu dwa mecze. Pierwszy, z Austrią, podczas którego został ukarany żółtą kartką w 31 minucie, a pół godziny później został zmieniony przez Josepha-Désiré Joba. Mecz zakończył się remisem 1:1. Drugim meczem była klęska z Włochami 0:3, a Ipoua został zmieniony, również przez Joba.
| Sezon   | Klub               | Kraj       | Flaga      | Rozgrywki         | Mecze | Bramki |
| ------- | ------------------ | ---------- | ---------- | ----------------- | ----- | ------ |
| 1991/92 | OGC Nice           | Francja    | Francja    | Ligue 2           | 0     | 0      |
| 1992/93 | OGC Nice           | Francja    | Francja    | Ligue 2           | 13    | 3      |
| 1993/94 | OGC Nice           | Francja    | Francja    | Ligue 2           | 18    | 4      |
| 1994/95 | OGC Nice           | Francja    | Francja    | Ligue 1           | 17    | 2      |
| 1995/96 | OGC Nice           | Francja    | Francja    | Ligue 1           | 24    | 9      |
| 1996/97 | AC Torino          | Włochy     | Włochy     | Serie B           | 9     | 0      |
| 1996/97 | Rapid Wiedeń       | Austria    | Austria    | Bundesliga        | 7     | 0      |
| 1997/98 | Rapid Wiedeń       | Austria    | Austria    | Bundesliga        | 18    | 6      |
| 1998/99 | Toulouse FC        | Francja    | Francja    | Ligue 1           | 9     | 1      |
| 1999/00 | Toulouse FC        | Francja    | Francja    | Ligue 2           | 27    | 8      |
| 2000/01 | 1. FSV Mainz 05    | Niemcy     | Niemcy     | 2. Bundesliga     | 5     | 1      |
| 2001/02 | TSV 1860 Monachium | Niemcy     | Niemcy     | Bundesliga        | 5     | 0      |
| 2002/03 | LR Ahlen           | Niemcy     | Niemcy     | 2. Bundesliga     | 8     | 1      |
| 2003/04 | LR Ahlen           | Niemcy     | Niemcy     | 2. Bundesliga     | 1     | 1      |
| 2004/05 | Sint-Truidense VV  | Belgia     | Belgia     | Eerste Klasse     | 22    | 3      |
| 2005/06 | FC Wiltz 71        | Luksemburg | Luksemburg | Nationaldivisioun | 13    | 1      |